# Кутия за муниции
Кутията за муниции е контейнер, предназначен за безопасен транспорт и съхранение на боеприпаси. Обикновено е направена от метал и е етикетирана с калибър, количество и дата на производство или номер на партида. Гуменото уплътнение често се намира в шарнирния капак, за да предпази боеприпасите от увреждане от влагата.
Презапечатването на кутията с боеприпаси е до голяма степен традиция на НАТО. Държавите от Варшавския договор обикновено съхраняват и транспортират боеприпаси в еднократни кутии. По време на Втората световна война за запечатване на отворени кутии с амуниции е била използвана самозалепваща лента.

## Търговски кутии за муниции
Не всички кутии за боеприпаси са метални. Дървото и картонът също са били използвани в миналото като метод за опаковане и съхранение на боеприпаси. Някои ентусиасти и инвеститори колекционират исторически кутии с боеприпаси.

## Съхранение
Поради трайната си конструкция, използваните метални кутии за боеприпаси се използват повторно за общо съхранение и други цели. Те са популярен избор за контейнери Geocaching. Използваните кутии за боеприпаси имат остатъци от олово и гориво вътре, така че не трябва да се използват за съхранение на храна или напитки. Търговско направените нови или напълно ремонтирани употребявани кутии нямат този проблем. Използваните кутии често се продават в магазините за военни излишъци.